# Gentiana lacerulata
Gentiana lacerulata är en gentianaväxtart som beskrevs av H. Smith. Gentiana lacerulata ingår i släktet gentianor, och familjen gentianaväxter. Inga underarter finns listade i Catalogue of Life.